# یوهانس گرتس
یوهانس گرتس (انگلیسی: Johannes Gehrts; ۲۶ فوریهٔ ۱۸۵۵ – ۱ ژانویهٔ ۱۹۲۱) طراح لباس، نقاش و تصویرگر اهل آلمان بود. او در زمان خودش تصویرگر شناخته‌شده‌ای بود که کارهایش در مجلات معروف و کتاب‌های کودکان به‌کار گرفته می‌شد. 
او صحنه‌هایی از اساطیر آلمانی و اسکاندیناوی، افسانه‌ها و سرگذشت‌نامه‌ها, داستان‌های دزدان دریایی، ماجراهای سفر و قصه‌های پریان را تصویرسازی کرده‌است. او همچنین تصاویری برای گزارش‌های سفرهای علمی پزشک و انسان‌شناس آلمانی، کارل فون دن اشتاین کشیده‌است.
او از سال ۱۸۷۳ تا ۱۸۷۶ در آکادمی هنر وایمار آموزش دید و از سال ۱۸۸۴ در دوسلدورف زندگی می‌کرد.

## نگارخانه

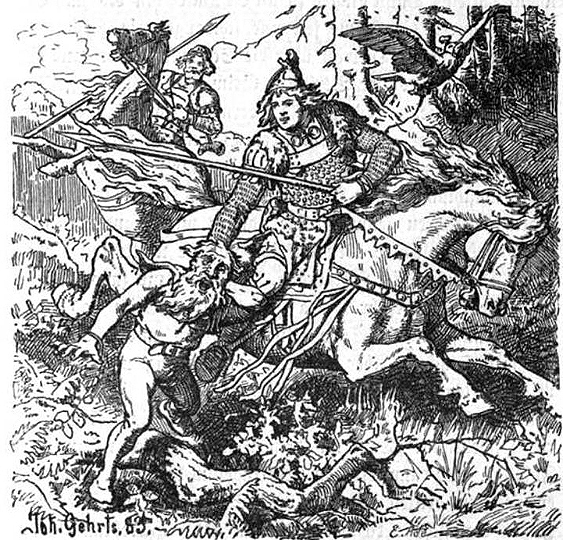
دیتریک در حال گرفتن آلفریچ (۱۸۸۳)
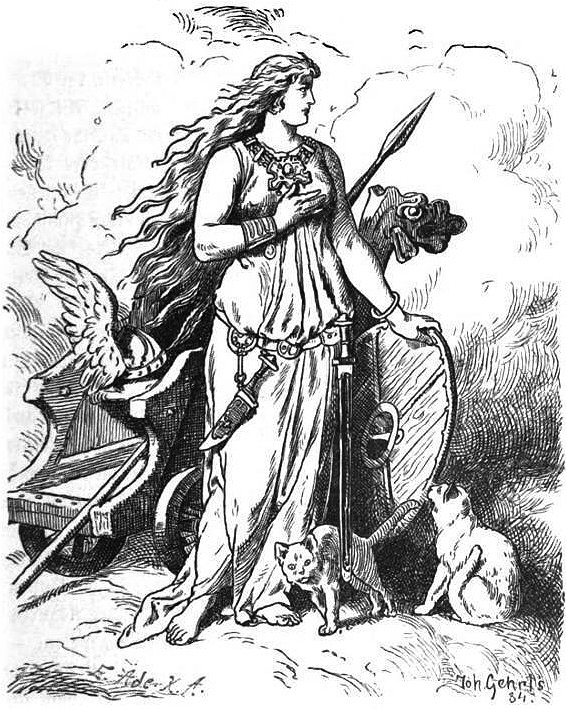
فریا
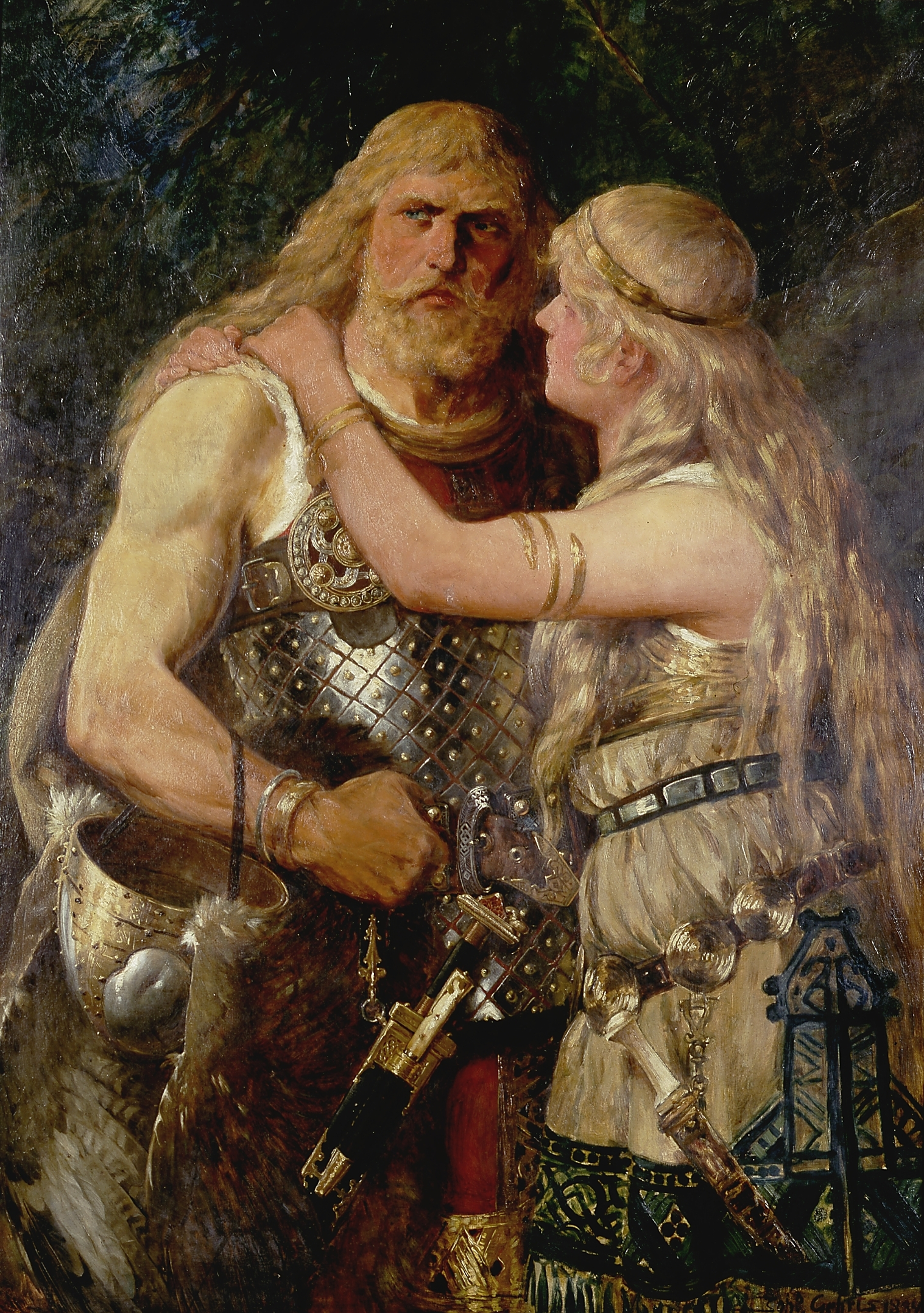
آرمینیوس در حال وداع با توسنلدا
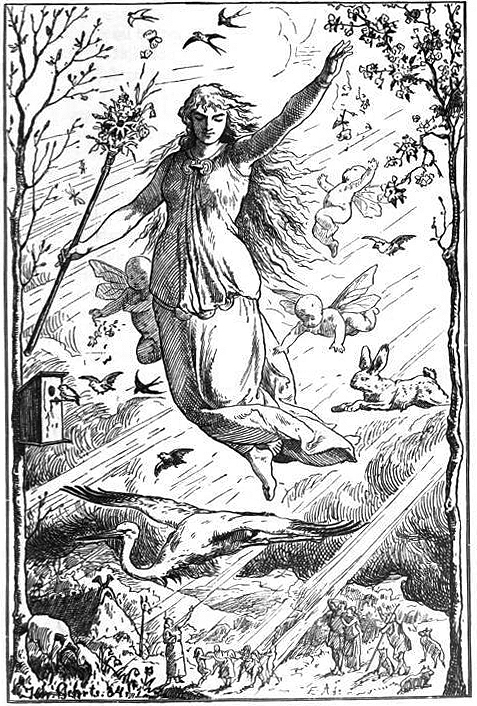
ایستره (۱۸۸۴)
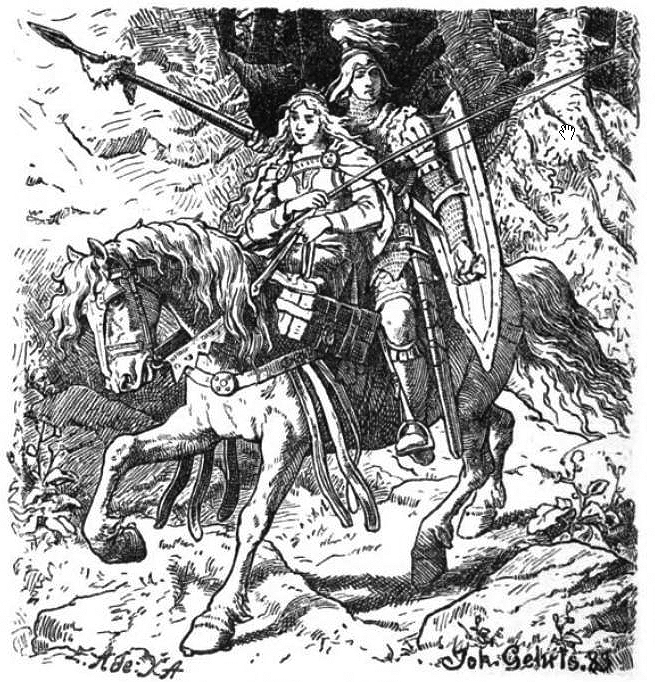
والتر و هیلدگوند در حال فرار (۱۸۸۳)
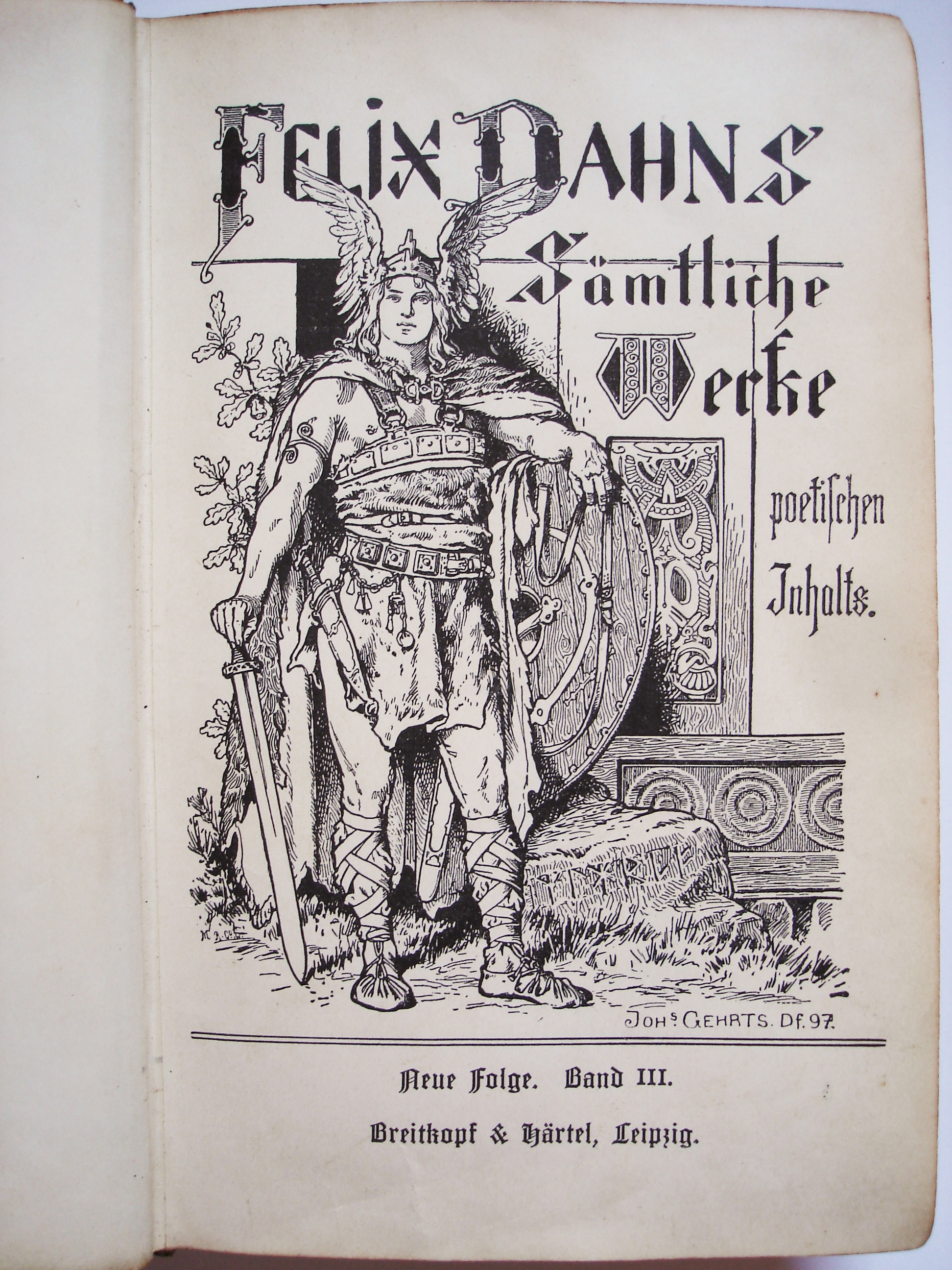
تصویر صفحه عنوان یکی از کتاب‌های فلیکس دان
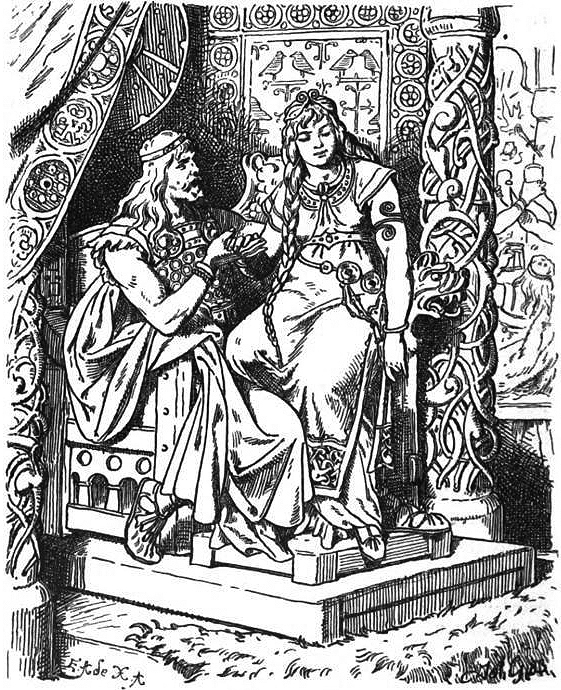
اوزریج و اودا
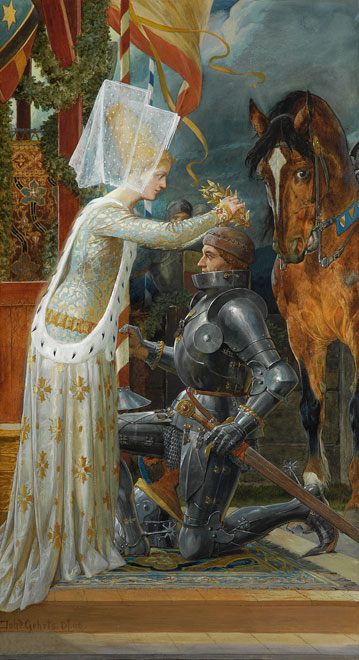
آیوانهو